# Bud Collyer
Bud Collyer właściwie. Clayton Johnson Heermance Jr. (ur. 18 czerwca 1908, zm. 8 września 1969) – amerykański aktor radiowy.

## Wyróżnienia
Posiada swoją gwiazdę na Hollywoodzkiej Alei Gwiazd.